# Szczotecznica szarawka
Szczotecznica szarawka (Calliteara pudibunda syn. Dasychira pudibunda) – gatunek motyla z rodziny mrocznicowatych i podrodziny brudnicowatych.

## Wygląd
Imago: Rozpiętość skrzydeł 21–50 mm, samice nieco większe od samców, skrzydła szarobiałe, beżowe; tylne jaśniejsze. Czułki u samców podwójnie pierzaste, u samic delikatnie piłkowane.

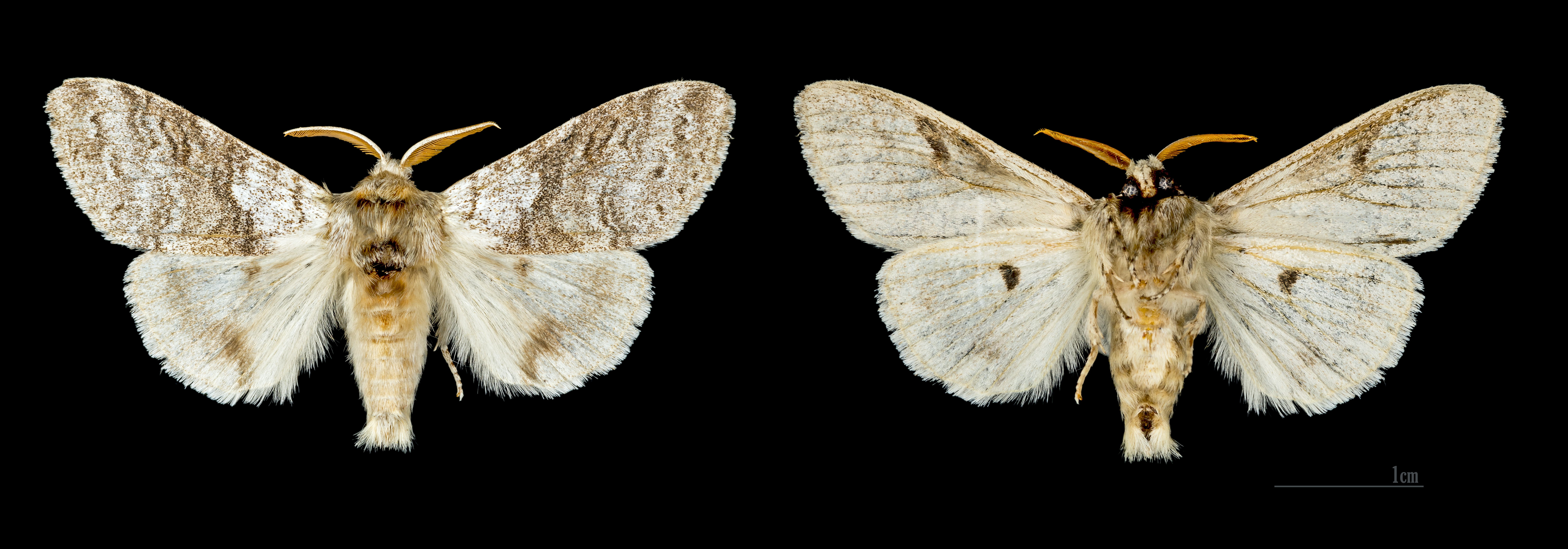
♂
♀

Gąsienica: długości do 45 mm, zielonkawożółta lub brązowoczerwona; charakterystycznie owłosiona: na grzbietowej stronie między szczoteczkami włosków widoczne są aksamitne, czarne rowki widoczne szczególnie podczas ruchu. Na 11 segmencie pędzelek dłuższych,  czerwonych włosków.
Poczwarka: ciemnobrązowa, pokryta szarożółtymi włoskami, otoczona żółtoszarym, rzadkim oprzędem.

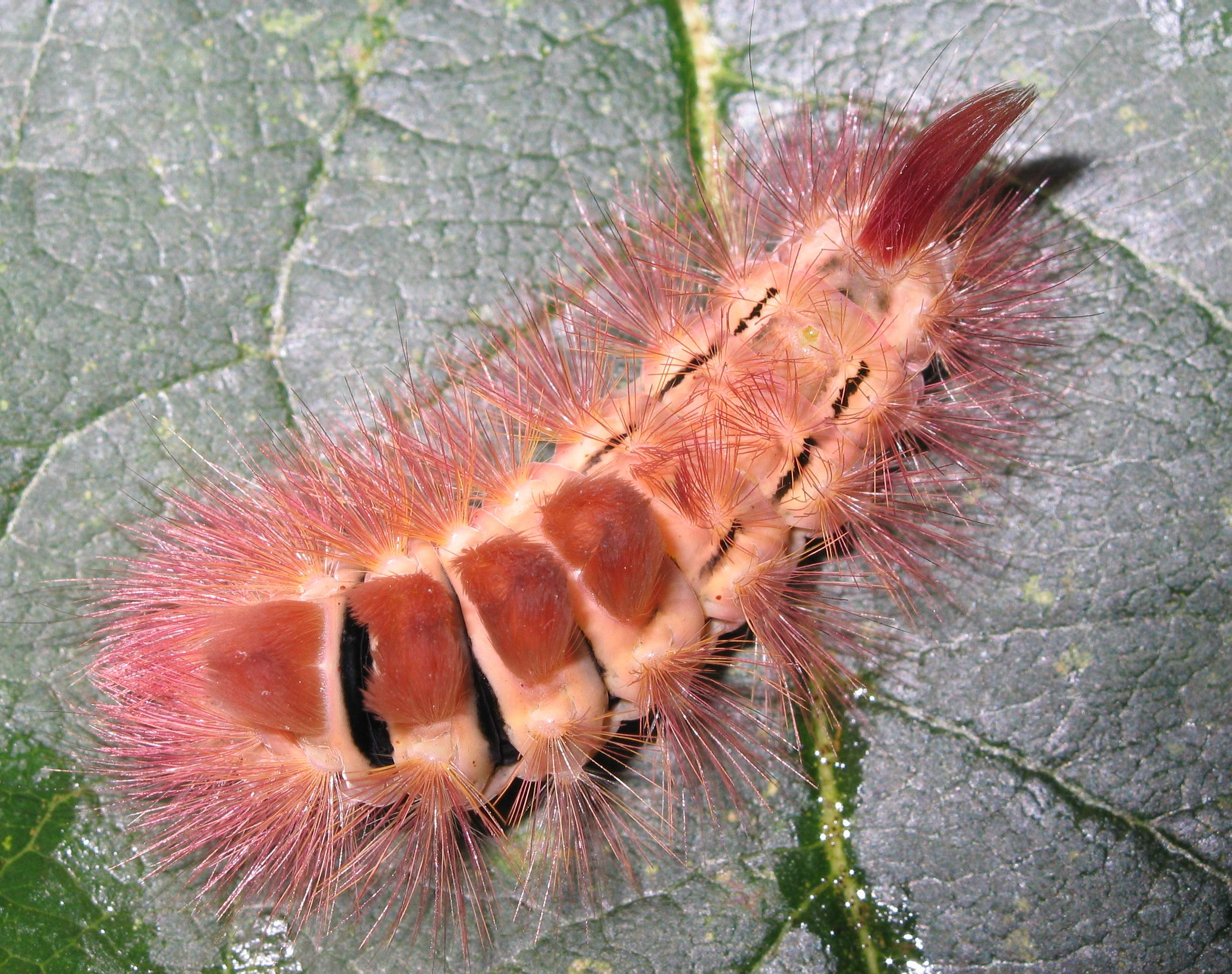
brunatnoczerwona forma gąsienicy
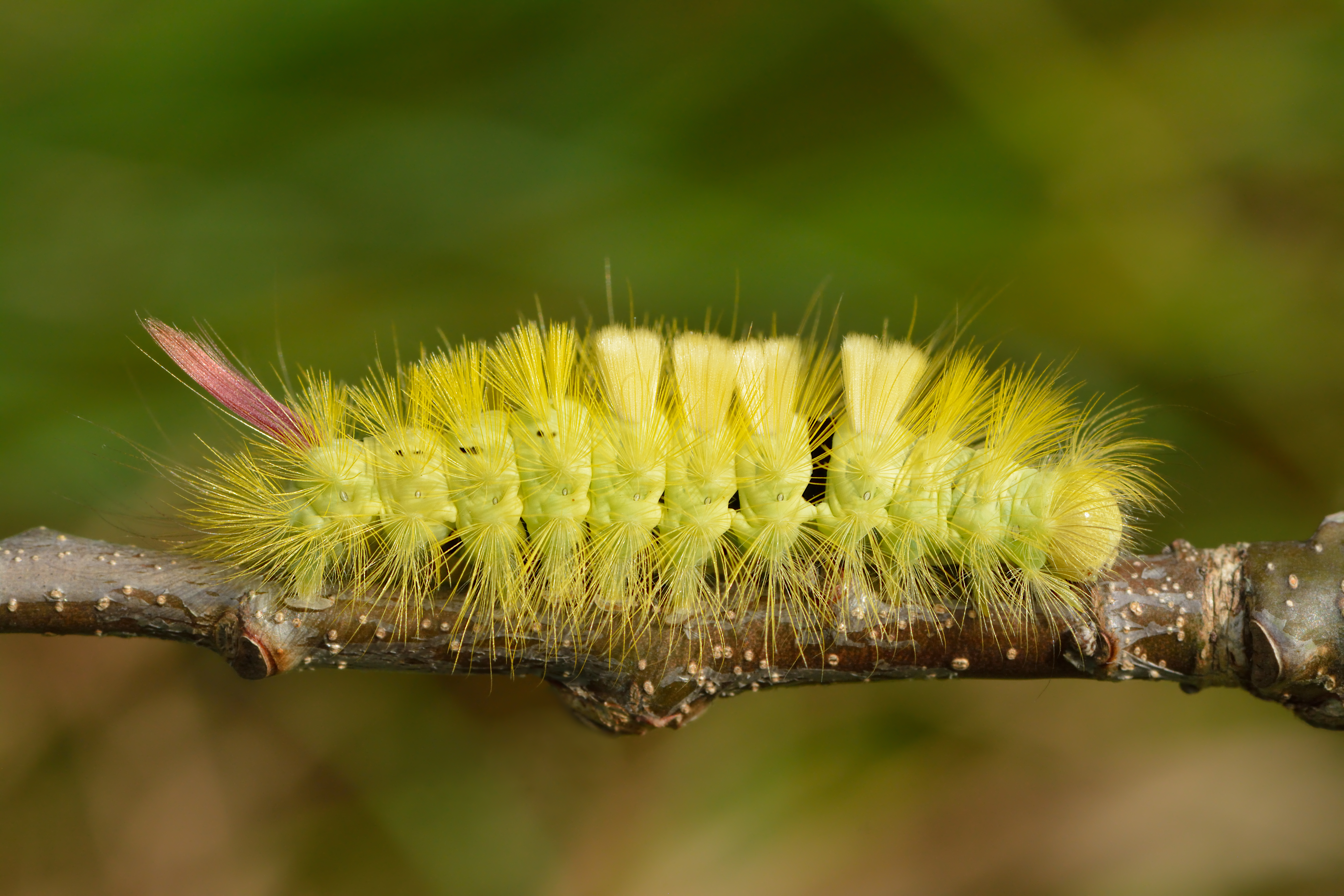
zielonożółta forma gąsienicy

Jaja: szarozielone w złożach po około 100 sztuk.

## Występowanie
Zasiedla Palearktykę od Zachodniej Europy po Zachodnią Syberię, Azję i Japonię, w Polsce często spotykana.

## Środowisko
Motyl lata nocą, przeważnie w lasach liściastych, parkach.

## Pożywienie
Gąsienica żeruje najczęściej na drzewach liściastych. W leśnictwie jest częstym szkodnikiem dębów i buków, żeruje także na leszczynach i rzadko na sośnie. Może występować w formie gradacyjnej, jednak gradacje nie trwają długo z uwagi na skłonność gąsienic do zachorowań na krysztalicę.

## Rozwój
Rójka motyli odbywa się nocą od maja do czerwca. Samica składa na korze pni w skupiskach, łącznie do około 400 jaj. Po dwóch, trzech tygodniach wylęgają się gąsienice. Po wylęgu jakiś czas pozostają zgromadzone w lusterku, po czym wędrują w korony drzew. Pierwsze żery polegają na szkieletyzowaniu liści, następne prowadzone do września, października są rozrzutne. Uszkodzone, nie objedzone liście opadają na ziemię. Gąsienice przebywają najczęściej wśród liści zespolonych przędzą. W trakcie masowych pojawów można zaobserwować gąsienice pełznące po ziemi, poszukujące innych drzew. Zaniepokojone, młode gąsienice zasnuwają się przędzą, starsze zwijają się w pierścień i opadają na ziemię, gdy mija zagrożenie jak najszybciej wracają do żerowania. Po zakończeniu żerowania, w październiku, schodzą pod ściółkę, gdzie się przepoczwarczają. Motyle lęgną się w maju.